# ネオグロテスク/薔薇色の世界/夕闇スーサイド
「ネオグロテスク/薔薇色の世界/夕闇スーサイド」は、日本のバンドPIERROTの、メジャーで発売された13枚目のシングル。

## 概要
- PIERROTの最初で最後のトリプルA面シングル。「薔薇色の世界」は、PIERROTとしては2度目のアニメタイアップ曲となり、『GetBackers-奪還屋-』（TBS系）の第2期オープニングテーマとして放送されていた。
- 「ネオグロテスク」は『ビートたけしのTVタックル』(テレビ朝日系)のテーマソングである。
- 「夕闇スーサイド」はA面シングルとしての発売であるにもかかわらず、ベストアルバムにはシングルベスト『DICTATORS CIRCUS -A variant BUD-』ではなく、カップリング集『DICTATORS CIRCUS -A deformed BUD-』への収録となっている。

## 収録曲
「夕闇スーサイド/ネオグロテスク/薔薇色の世界 (DVD付限定盤)」
〈CD〉
1. 夕闇スーサイド 
(作詞：キリト　作曲：キリト　編曲：PIERROT・亀田誠治)
2. ネオグロテスク 
(作詞：キリト　作曲：アイジ　編曲：PIERROT・亀田誠治)
3. 薔薇色の世界 
(作詞：キリト　作曲：アイジ　編曲：PIERROT・佐久間正英)

〈DVD〉
1. 夕闇スーサイド (PV) 
(作詞：キリト　作曲：キリト)

「ネオグロテスク/薔薇色の世界/夕闇スーサイド (通常盤)」
1. ネオグロテスク 
(作詞：キリト　作曲：アイジ　編曲：PIERROT・亀田誠治)
2. 薔薇色の世界 
(作詞：キリト　作曲：アイジ　編曲：PIERROT・佐久間正英)
3. 夕闇スーサイド 
(作詞：キリト　作曲：キリト　編曲：PIERROT・亀田誠治)

「薔薇色の世界/ネオグロテスク/夕闇スーサイド (「ゲットバッカーズ」アニメジャケット)」
1. 薔薇色の世界 
(作詞：キリト　作曲：アイジ　編曲：PIERROT・佐久間正英)
2. ネオグロテスク 
(作詞：キリト　作曲：アイジ　編曲：PIERROT・亀田誠治)
3. 夕闇スーサイド 
(作詞：キリト　作曲：キリト　編曲：PIERROT・亀田誠治)